# Скінченна p-група
Група називається скінченною {\displaystyle p}-групою, якщо вона має порядок, рівний деякому степеню простого числа.

## Основні властивості скінченних p-груп
Нехай {\displaystyle P} — скінченна {\displaystyle p}-група, тоді
- {\displaystyle P} — нільпотентна;
- {\displaystyle |Z(P)|>1}, де {\displaystyle Z(P)} — центр групи P;
- для будь-кого {\displaystyle 1\leq k<n} в {\displaystyle P} існує нормальна підгрупа порядку {\displaystyle p^{k}};
- якщо {\displaystyle H} нормальна в {\displaystyle P}, то {\displaystyle |H\cap Z(P)|>1};
- {\displaystyle P'\leq \Phi (P)};
- {\displaystyle P/\Phi (P)\cong E_{p^{d}}}.

## Деякі класи скінченних p-груп
У цьому розділі описано визначення та властивості деяких класів скінченних {\displaystyle p}-груп, які найчастіше розглядаються в науковій літературі.

### p-групи максимального класу
Скінченну {\displaystyle p}-групу порядку {\displaystyle p^{n}}називають групою максимального класу, якщо її степінь нільпотентності дорівнює {\displaystyle n-1}.
Якщо {\displaystyle P} — скінченна {\displaystyle p}-група максимального класу, то {\displaystyle P'=\Phi (P)} і {\displaystyle |Z(P)|=p}.
Єдиними 2-групами порядку {\displaystyle 2^{n}} максимального класу є: діедральна група {\displaystyle D_{2^{n}}}, узагальнена група кватерніонів {\displaystyle Q_{2^{n}}} та напівдіедральна група {\displaystyle SD_{2^{n}}} .
На відміну від 2-груп, випадок p-груп максимального класу при p>2 значно складніший.

### p-центральні p-групи
Скінченну {\displaystyle p}-групу називають {\displaystyle p}-центральною, якщо {\displaystyle \Omega _{1}(P)\leq Z(P)}. Поняття двоїсте, у певному сенсі, поняттю потужної {\displaystyle p}-групи.

### Потужні p-групи
Скінченну {\displaystyle p}-групу називають потужною, якщо {\displaystyle [P,P]\leq P^{p}} при {\displaystyle p\neq 2} і {\displaystyle [P,P]\leq P^{4}} при {\displaystyle p=2}. Поняття двоїсте, у певному сенсі, поняттю {\displaystyle p}-центральної {\displaystyle p}-групи.

### Регулярні p-групи
Скінченну {\displaystyle p}-групу {\displaystyle P} називають регулярною, якщо для будь-яких {\displaystyle x,y\in P} виконано {\displaystyle (xy)^{p}=x^{p}y^{p}c^{p}}, де {\displaystyle c\in P'}. Регулярними є, наприклад, усі абелеві {\displaystyle p}-групи. Групу, яка не є регулярною, називають нерегулярною.
- Будь-яка підгрупа та фактор-група регулярної {\displaystyle p}-групи регулярна.
- Скінченна {\displaystyle p}-група регулярна, якщо її підгрупа, породжена двома елементами, регулярна.
- Скінченна {\displaystyle p}-група порядку не більшого {\displaystyle p^{p}} є регулярною.
- Скінченна {\displaystyle p}-група, клас нільпотентності якої менше {\displaystyle p}, є регулярною. Також регулярні всі групи класу нільпотентності 2 при {\displaystyle p>2}.
- Будь-яка скінченна неабелева 2-група є нерегулярною.

## Скінченні p-групи невеликих порядків

### Число різнихp{\displaystyle p}-груп порядкуpn{\displaystyle p^{n}}
- Число неізоморфних груп порядку {\displaystyle p} дорівнює 1: група {\displaystyle C_{p}}.
- Число неізоморфних груп порядку {\displaystyle p^{2}} дорівнює 2: групи {\displaystyle C_{p^{2}}} і {\displaystyle C_{p}\times C_{p}}.
- Число неізоморфних груп порядку {\displaystyle p^{3}} дорівнює 5, з них три абелеві групи: {\displaystyle C_{p^{3}}}, {\displaystyle C_{p^{2}}\times C_{p}}, {\displaystyle C_{p}\times C_{p}\times C_{p}} і дві неабелеві: при {\displaystyle p>2} — {\displaystyle E_{p^{3}}^{+}} і {\displaystyle E_{p^{3}}^{-}} ; при p = 2 — {\displaystyle D_{4}}, {\displaystyle Q_{8}}.
- Число неізоморфних груп порядку {\displaystyle p^{4}} дорівнює 15 при {\displaystyle p>2}, число груп порядку {\displaystyle 2^{4}} дорівнює 14.
- Число неізоморфних груп порядку {\displaystyle p^{5}} дорівнює {\displaystyle 2p+61+2GCD(p-1,3)+GCD(p-1,4)} при {\displaystyle p\geq 5}. Число груп порядку {\displaystyle 2^{5}} дорівнює 51, число груп порядку {\displaystyle 3^{5}} дорівнює 67.
- Число неізоморфних груп порядку {\displaystyle p^{6}} дорівнює {\displaystyle 3p^{2}+39p+344+24GCD(p-1,3)+11GCD(p-1,4)+2GCD(p-1,5)} при {\displaystyle p\geq 5}. Число груп порядку {\displaystyle 2^{6}} дорівнює 267, число груп порядку {\displaystyle 3^{6}} дорівнює 504.
- Число неізоморфних груп порядку {\displaystyle p^{7}} дорівнює {\displaystyle 3p^{5}+12p^{4}+44p^{3}+170p^{2}+707p+2455+(4p^{2}+44p+291)GCD(p-1,3)+(p^{2}+19p+135)GCD(p-1,4)+(3p+31)GCD(p-1,5)+4GCD(p-1,7)+5GCD(p-1,8)+GCD(p-1,9)} при {\displaystyle p>5}. Число груп порядку {\displaystyle 2^{7}} дорівнює 2328, число груп порядку {\displaystyle 3^{7}} дорівнює 9310, число груп порядку {\displaystyle 5^{7}} дорівнює 34297.

### p-групи порядкуpn{\displaystyle p^{n}}, асимптотика
При {\displaystyle n\rightarrow \infty } число неізоморфних груп порядку {\displaystyle p^{n}} асимптотично дорівнює {\displaystyle p^{(2/27+O(n^{-1/3}))n^{3}}}.

## Відомі проблеми теорії кінцевих p-груп

### Група автоморфізмів скінченної p-групи
Для груп {\displaystyle p}-автоморфізмів скінченної {\displaystyle p}-групи існують нескладні верхні оцінки, проте оцінки знизу значно складніші. Протягом понад півстоліття залишається відкритою така гіпотеза:
- Нехай {\displaystyle P} є нециклічною {\displaystyle p}-групою порядку {\displaystyle |P|\geq p^{3}} тоді {\displaystyle |P|\leq |Syl_{p}(Aut(P))|}.

Цю гіпотезу підтверджено для великого класу {\displaystyle p}-груп: абелевих груп, всіх груп порядків не більше {\displaystyle p^{7}}, групи максимального класу. Однак загального підходу до цієї проблеми поки що не знайдено.

### Гіпотеза Гігмена
Дж. Томпсон довів відому теорему, яка стверджує, що скінченна група з регулярним автоморфізмом простого порядку {\displaystyle q} нільпотентна.
- Нехай група {\displaystyle P} має регулярний автоморфізм простого порядку {\displaystyle q}. Тоді її клас нільпотентності дорівнює {\displaystyle cl(P)={\frac {q^{2}-1}{4}}}.

Поки що доведено лише значно слабші оцінки: {\displaystyle cl(P)<q^{q}} (Кострикін, Крекнін).

### Послаблена гіпотеза Бернсайда
Гіпотеза Бернсайда полягала в тому, що, якщо є група з {\displaystyle m} твірними та періодом {\displaystyle n} (тобто всі її елементи {\displaystyle x} задовольняють співвідношенню {\displaystyle x^{n}=1}), вона скінченна. Якщо це так, позначимо максимальну з цих груп через {\displaystyle B(m,n)}. Тоді всі інші групи з такою самою властивістю будуть її фактор-групами. Справді, як легко показати, група {\displaystyle B(m,2)} є елементарною абелевою 2-групою. Ван дер Варден довів, що порядок групи {\displaystyle B(m,3)} дорівнює {\displaystyle 3^{\frac {m(m^{2}+5)}{6}}}. Однак, як показали Новіков і Адян, при {\displaystyle m\geq 2} і за будь-якого непарного {\displaystyle n\geq 4381} група {\displaystyle B(m,n)} нескінченна.
Послаблена гіпотеза Бернсайда стверджує, що порядки скінченних {\displaystyle m}-породжених груп періоду {\displaystyle n} обмежені. Цю гіпотезу довів Юхим Зельманов. Для скінченних {\displaystyle p}-груп вона означає, що існує лише скінченне число {\displaystyle p}-груп даної експоненти та з цим числом твірних.

### Нерегулярні p-групи
Класифікація нерегулярних {\displaystyle p}-груп порядку {\displaystyle p^{p+1}}